# Фабрико
Фа̀брико (на италиански: Fabbrico, на местен диалект Fàvregh, Фаврег) е градче и община в северна Италия, провинция Реджо Емилия, регион Емилия-Романя. Разположено е на 25 m надморска височина. Населението на общината е 6750 души (към 2010 г.).